# Barranc d'Antist
El barranc d'Antist és un barranc afluent del Flamisell, prop de la Borda del Metge. Pertany al terme de la Torre de Cabdella, dins de l'antic terme de la Pobleta de Bellveí.
Baixa de nord-oest a sud-est, des dels contraforts sud-orientals del Tossal de la Creu, a la Serra de Santa Bàrbara, cap al poble d'Antist, que queda al nord del barranc, i cap a la vall del Flamisell.